# 恩田町 (宇部市)
恩田町（おんだちょう）は山口県宇部市の地名。恩田町一丁目から恩田町五丁目までが置かれている。住居表示実施地域。郵便番号は755-0023（宇部郵便局管区）。

## 地理
宇部市の中心市街地の東側に位置する。北側に神原町・東梶返、北東側に野原、南側に笹山町・草江、南東側に則貞が接する。地域内は、主に国道190号沿線などにコンビニエンスストアやスーパーマーケットなどのロードサイド店舗、診療所、事務所などが立地し商業地域を形成しているほかは、住宅と田畑が混在している。
かつて地区内にあった宇部興産の社宅は、周辺のものも含めて現在すべて商業施設（ユニクロ宇部清水川店など）となっているが、いずれの施設も土地と建物の所有は宇部興産開発である。
西側には宇部線が通るが、地区内に駅は無い。東側に立地する恩田運動公園は、公園内に宇部市野球場、宇部市恩田プール、宇部市陸上競技場、俵田翁記念体育館等の施設を擁し、宇部市におけるスポーツの拠点となっている。
なお、「恩田」の名を冠する宇部市立恩田小学校の所在地は、恩田町ではなく笹山町である。

## 施設
| - 恩田運動公園 - 宇部市恩田プール - 宇部市野球場（ユーピーアールスタジアム） - 宇部市陸上競技場 - 宇部市俵田翁記念体育館 - 恩田公会堂 - 朝日生命保険宇部営業所 - 中電工宇部外線センター - ユニバーサルホーム宇部店 | - 西京銀行恩田支店 - ウエスタまるき恩田店 - コープやまぐち宇部店 - セブンイレブン宇部恩田町店 - ブックオフ宇部恩田店 - ユニクロ宇部清水川店 - 宇部進学教室恩田校 - 恩田青果卸売市場 |

## 交通

### 鉄道
西縁にJR西日本宇部線が通るが駅は設置されていない。宇部線東新川駅（東新川町）が最寄駅となる。

### バス
- 宇部市交通局 「恩田」「恩田運動公園」「清水川」バス停のいずれかで下車。